# Comuna de Bunyola
La comuna de Bunyola és un terreny comunal situat al llevant del terme de Bunyola (Mallorca), que pertany a tots els veïnats del municipi. Ocupa un espai de 789 ha.

## Sòls, geologia, clima i vegetació
Els sòls predominants són els terrosos i relictes de terra rossa. Des del punt de vista geològic, està constituïda per un paquet d'estrats calcaris dislocats cap al sud-est, que es configuren en penya-segat al nord-oest i donen lloc a les valls longitudinals d'Honor i Orient. El clima presenta unes mitjanes anuals de 16-17 °C de temperatura, 15-15,5 °C d'oscil·lació tèrmica i 700-800 mm de precipitacions. La vegetació predominant és el pinar amb arboceres, la garriga en els costers assolellats i els alzinars en els comellars.

## Relleu
Els torrents i comellars més destacables són el torrent de Coanegra, sa Coma Gran, sa Coma d'en Buscante i el comellar de sa Cova de s'Aigo/s'Embocador que du a es Cabàs en el terme de Santa Maria del Camí. Depressions menors són es Comellar d'en Cupí, es Comellar de sa Parra, es Forrellat i ses Clavegueres. L'altura màxima són els Penyals d'Honor (o d'Onor) (819 m.). Altres elevacions són es Picó (817 m.), es Puig Gros (658 m.), es Puig des Bous (675 m.), es Puig de sa Figuera (606 m.), es Puig de na Marit (667 m.), es Puig des Vent (578 m.) i es Puig de ses Cristes (722 m.). A la part central hi ha la caseta de Cas Garriguer (610 m) i està formada per un conjunt de plans i turons com es Corral de ses Cabres, s'Arboçar, es Bassol d'en Pasqual, es Rotlo de ses Pomes, es Planietjar, s'Esteparet o el Pla de ses Perdigaies.

## Història i gestió econòmica
Sa Comuna és una propietat comunal des de temps immemorials. El 1789 s'hi annexà la Comuna d'Orient o de Sant Jordi, anomenada també sa Comuneta. Però un Reial Decret de 1822 permeté la venda d'aquests terrenys comunals que abans foren propietat dels habitadors del lloc d'Orient.
La muntanya de sa Comuna ha tengut una important funció social i econòmica. L'any 1906 constava de 716 hectàrees, produïa una renda anual de 6.140 pessetes i estava valorada en 475.000 pessetes. L'aprofitament era el del pinar, de la llenya i de les pastures. L'Ajuntament subhastava anualment l'explotació forestal, la caça i les pastures. Aquestes rendes permetien escometre obres públiques i disminuir la pressió fiscal sobre els habitant de la vila. L'explotació forestal va ser activa fins als anys setanta del s. XX. En l'actualitat se subhasten entre els habitants de Bunyola un centenar de colls per a la caça amb filats.

## Sectors
Coma de sa Parra, es Picó, es Freu, ses Fontanelles, Salt d'en Gener, Bassol d'en Manxeta, Cova de s'Aigo, es Planietjar, Puig de na Marit Alt, Puig de na Marit Baix, Puig Gros, sa Comuneta, Coma Gran de Baix, es Fornets, es Dagotís, sa Cuina, es Racó, es Grau, s'Esteparet, Penyal d'Honor, ses Bassetes, Cova d'en Cion, Cisterneta d'en Gil, Bassol d'en Pas, Puig de ses Cristes, Puig des Bous, Pas de s'Arboç, Puig des Vent, Puig de sa Figuera, Comellar d'en Cupí, es Través, Coma Gran d'Alt, ses Covetes. Els penyals d'Honor o d'Onor són la màxima altura del massís de la comuna de Bunyola, amb una altura de 819 m.